# Domnall Mór mac Éicnecháin Ó Domhnaill
Domnall Mór mac Éicnecháin  (mort en  1241) est le 2e O'Donnell ou Ua Domhnaill du  clan, et roi de  Tír Chonaill en Irlande  de  1207 à 1241.

## Famille
Domnall Mór mac Éicnecháin  est le fils de Éicnechán mac Donnchad tué en 1207,

## Règne
Le Tír Chonaill, centré sur l'actuel comté de Donegal, émerge à partir d'une confédération de tribus nommées Cenél Conaill, qui prétendaient être issues du légendaire  Conall Gulban. Traditionnellement, le pouvoir sur la chefferie du   Tír Chonaill alternait entre des branches rivales d'un sous-groupe nommé  le Cenél Aedha, qui incluait les  familles Ua Máel Doraid (anglais: O'Muldory) et Ua Canannáin) (anglais:O'Cannon). Le centre de leur pouvoir territorial se trouvait dans l’actuelle baronnie de Tirhugh, dans le sud du moderne comté de Donegal
Éicneachán, le père de Domhnall Mór, est le premier de sa lignée à assumer la souveraineté sur le royaume de Tír Chonaill, vers 1201 contre un prétendant nommé Eachmarcach Ua Dochartaigh (anglais: Doherty) Avant cela la famille d'Éigneachán, le Cenél Lugdach ou Cenél Luighdech, un clan du Cenél Conaill, implanté dans la région de l'actuelle cité de Ramelton, était un sept tributaire du Tír Chonaill. Domhnall Mór succède à son père en 1207 et bénéficie d'un long et relativement pacifique règne jusqu'à sa mort en  1241, sous l'habit religieux et d'être inhumé dans le monastère d'Assaroe, « à l'époque des moissons ».

## Postérité
Domnall Mór Laisse trois fils qui gouvernent successivement la chefferie:
- Maol Seachlainn mac Domnaill Ó Domhnaill
- Gofraid mac Domnaill Ó Domhnaill
- Domnall Óc mac Domnaill Ó Domhnaill

### Sources
- (en) Art Cosgrove, New History of Irland,Volume II ‘’Medieval Ireland 1169-1534’’, Oxford, Oxford University Press, 2008 (ISBN 978019 9539703)
- (en) Ruairí Ó hUiginn, Ollam: Studies in Gaelic and Related Traditions in Honor of Tomás Ó Cathasaigh, Stroud, 2016, 101–114 p. (ISBN 9781611478358), « Annals, Histories, and Stories »
- (en) T.W Moody, F.X. Martin et F.J. Byrne, A New History of Ireland IX Maps, Genealogies, Lists. A companion to Irish History part II, Oxford, Oxford University Press, 2011, 690 p. (ISBN 978-0-19-959306-4).